# Samuel G. Cosgrove

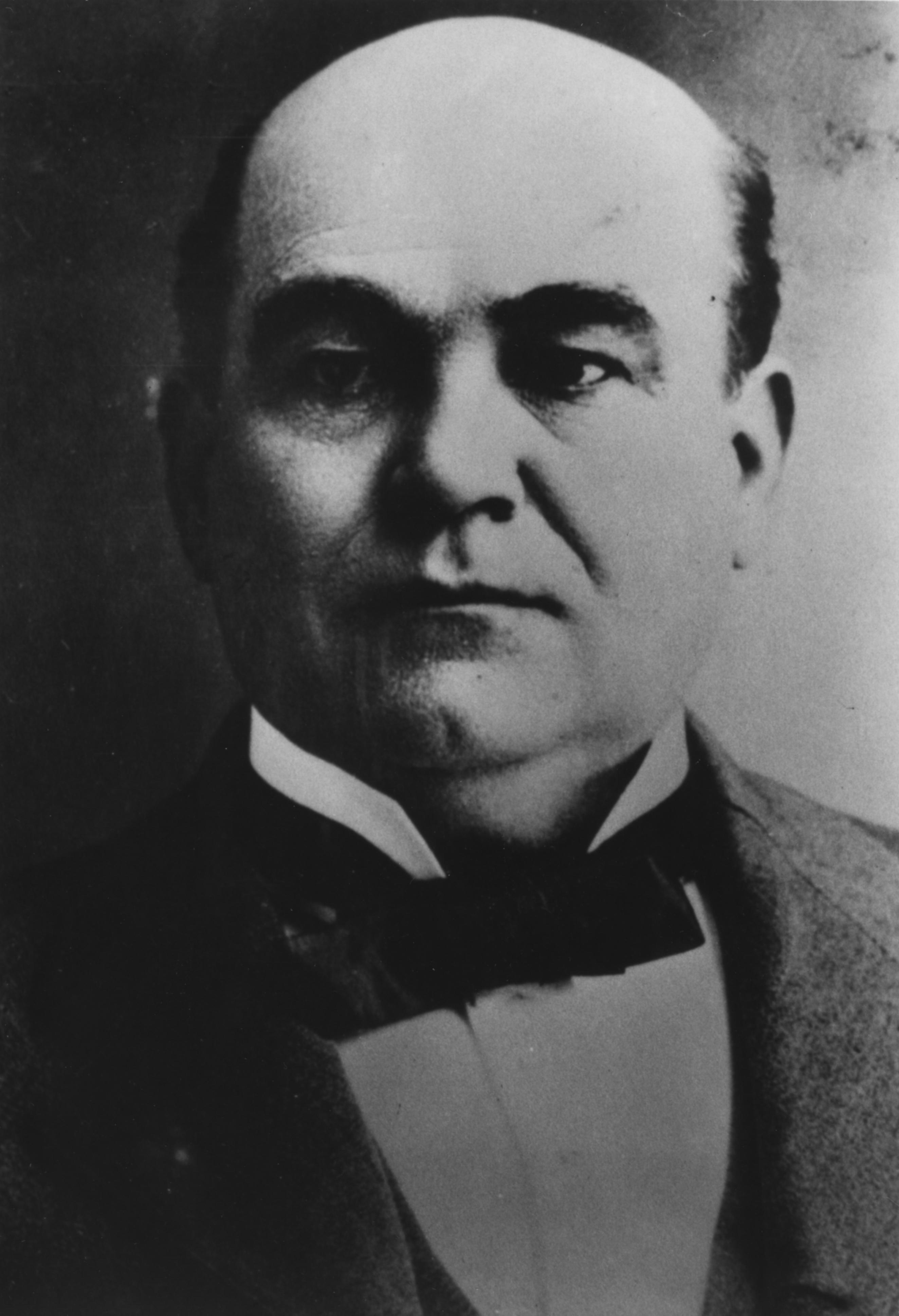
Samuel Goodlove Cosgrove, 1909

Samuel Goodlove Cosgrove (* 10. April 1841 im Tuscarawas County, Ohio; † 28. März 1909 in Paso Robles, Kalifornien) war ein US-amerikanischer Politiker und im Jahr 1909 der sechste Gouverneur des Bundesstaates Washington.

## Frühe Jahre
Cosgrove wuchs in Ohio auf und war während des Bürgerkrieges Infanterist im Unionsheer. Nach dem Krieg studierte er an der Ohio Wesleyan University und arbeitete danach als Lehrer an der Cleveland High School. Danach zog er nach Nevada.

## Aufstieg im Staat Washington
Im Jahr 1882 zog Cosgrove in das Washington-Territorium, wo er sich in Pomeroy niederließ. Dort war er acht Jahre lang Vorsitzender des Schulrats und wurde fünf Mal zum Bürgermeister dieses Ortes gewählt. In den folgenden Jahren war er mehrfach als republikanischer Kandidat für die Gouverneurswahlen im Gespräch. Er schaffte es aber nicht, sich die Nominierung seiner Partei zu sichern. Im Jahr 1908, als in Washington zum ersten Mal das Vorwahlsystem eingeführt wurde, gelang es ihm, sich in diesen Wahlen innerparteilich durchzusetzen und die Nominierung seiner Partei zu erringen. Allerdings war es kein eindeutiger Sieg, weil er keine absolute, sondern nur eine relative Mehrheit der Stimmen erhielt. Die anschließenden eigentlichen Gouverneurswahlen konnte er dann mit 62:33 Prozent der Stimmen gegen den Demokraten John Pattison klar für sich entscheiden.

## Gouverneur und Lebensende
Kurz nach dem Wahlsieg erlitt Cosgrove einen Herzinfarkt. Er war dermaßen geschwächt, dass er nicht einmal seine Rede zum Amtsantritt beenden konnte. Er wurde am 27. Januar 1909 vereidigt und bekam schon am nächsten Tag Sonderurlaub zu seiner Erholung. Er ging nach Pablo Robles in Kalifornien, wo er auf eine Besserung seines Gesundheitszustandes hoffte. Diese trat allerdings nicht ein. Stattdessen verstarb der Gouverneur am 28. März 1909. Vizegouverneur Marion E. Hay beendete statt seiner die angebrochene, fast vollständige Amtszeit bis zum Januar 1913. Samuel Cosgrove war mit Zephorena Edgerton verheiratet, mit der er drei Kinder hatte.